# Mary Edwards (1705–1743)
Mary Edwards, född 1705, död 1743, var en brittisk konstmecenat och arvtagerska, känd som den rikaste kvinnan i England under sin samtid. 

## Biografi
Mary Edwards var dotter till den icke adliga engelska godsägaren Francis Edwards (d. 1729) och nederländaren Anna Margaretta Vernatti. Hennes far ägde stora landområden i Leicestershire, Northamptonshire, London & Middlesex, Essex, Hertfordshire och Kent, och aktier i New River Company i Islington. Hennes far avled år 1729 när hon var 23 år gammal, och hennes mor överlät sitt arv efter honom på Mary, vilket gjorde henne till miljonär och Englands rikaste kvinna.
År 1731 gifte hon sig med den fem år yngre adelsmannen Lord Anne Hamilton, som hon hade förälskat sig i. Vigselceremonin är inte dokumenterad. Paret fick en son, Gerard Anne Edwards (1734–1773). Hennes make tog hennes namn och kallade sig Lord Anne Edwards Hamilton.
År 1734 lämnade hon sin make, som hade slösat med hennes förmögenhet. Enligt dåvarande brittisk äktenskapslag var hustrun under makens förmynderskap och hennes egendom hans. Mary Edwards undvek dock denna lag genom att förklara att de i själva verket aldrig hade varit gifta och att hon var en ogift kvinna och därmed hade full rätt över sig själv och sin förmögenhet. Hon förklarade också att hon hade ensam vårdnad om sin son eftersom han var utomäktenskaplig. Detta tilldrog sig enorm uppmärksamhet, då både en skilsmässa och en annullering var ovanliga och skandalösa, och ett utomäktenskapligt barn sågs som något skamligt.
Huruvida Mary Edwards verkligen hade varit gift och sett till att undvika lagen genom en juridisk fint, eller faktiskt aldrig hade genomgått en vigselceremoni just för att undvika den rådande äktenskapslagens negativa effekter på en kvinnas rättigheter över sin egendom, är okänt. Det är möjligt att hon aldrig hade genomgått en formell vigsel, då ingen sådan finns bekräftad; hennes son fick enbart hennes efternamn; och hennes exmake inte åtalades för bigami när han gifte om sig 1742.
Efter separationen gav Mary Edwards sin son en fin utbildning och gjorde honom till sin arvtagare. Hon hade intellektuella intressen, och en tavla visar henne med ett dokument om individens rättigheter ur Joseph Addisons pjäs Cato från 1712. 
Mary Edwards är känd som mecenat till William Hogarth, som målade flera berömda porträtt av henne.